# Аттар (масло)
Аттар, иттар (ittar, attar или othr) — в переводе с арабского означает «запах», является эфирным маслом, полученным из растений. 
Аттар чаще всего добывается с помощью гидро- или паровой дистилляции. Ибн Сина, персидский врач, был первым, кто извлек аромат цветов при помощи процесса дистилляции. Аттар также может быть выделен химическими средствами, но обычно натуральные духи, которые считаются аттаром, перегоняются с водой. Масла обычно перегоняют в древесную основу, такую как сандаловое дерево, а затем выдерживают. Период старения[уточнить] может длиться от одного до десяти лет в зависимости от используемых растительных средств и желаемых результатов. Технически аттары представляют собой дистилляты цветов, трав, специй и других природных материалов, таких как обожжённая почва на сандаловом масле/жидком парафине, с использованием техники гидродистилляции с градусом[что?] и бхапкой[что?]. Эти[какие?] методы до сих пор используются в Каннаудж, Индия.

## История
Слово «attar», «ittar» или «itra», как полагают, произошло от персидского слова «itir», и означает «духи», которое, в свою очередь, происходит от арабского слова 'itr (عطر) .
Считается, что самое раннее упоминание о методах, используемых для производства эфирных масел, относится к Ибн аль-Байтару (ум. 1248), врачу, фармацевту и химику из Андалузии.
Египтяне славились производством парфюмов по всему Древнему миру. Их делали из растений и цветов методом смешивания с эфирным маслом. Позднее метод был усовершенствован и доработан аль-Шейхом аль-Раисом, известным врачом, который сделал особый тип ароматического продукта. Его называли Абу Али ибн Сина. Аль-Шейх аль-Раис был одним из первых, кто придумал технику дистилляции роз и других ароматов растений. До открытия метода Абу Али ибн Сина жидкие духи были простой смесью масла и измельченных трав.
В Йемене особую разновидность Аттара представила Арва аль-Сулайхи, королева Йемена. Этот тип Аттара был изготовлен из горных цветов и подарен монархом Аравии.

## Использование и типы
Аттары, как правило, классифицируются на основе их предполагаемого воздействия на организм. Зимой используются теплые аттары, такие как мускус, янтарь и кесар (шафран), так как считается, что они повышают температуру тела. Точно так же, «прохладные» аттары, такие как роза, жасмин, кхус, кьюда и могра, используются летом для ощущения охлаждающего эффекта на теле. Хотя аттары в основном используются как духи, они также применяются в медицинских целях и в качестве афродизиака.

## Мускус
Этот класс ароматических соединений производится «Moschus moschiferus», редким видом самца оленя, найденного в Гималаях. Вещество, используемое для создания Мускуса, может быть произведено только зрелым самцом Мошусом, а процесс изготовления предусматривает убийство оленей. Как следствие, большинство видов мускусных оленей подверглись истреблению, что, в свою очередь, способствовало росту синтетического мускуса, известного как «белый мускус».
Натуральный мускус обычно смешивают с медикаментами и кондитерскими изделиями. Используется в качестве противоядия или для оздоровления внутренних органов.

## Амбра
Это восковое вещество, также известное как Анбар, выделяется кашалотами и извлекается с пляжей и моря. Считается, что он использовался людьми не менее 1000 лет и обладает мускусным ароматом. Амбрейн, спирт, используемый в качестве консерванта аромата, извлекается из амбры.